# Franz Hanfstingl
Franz Hermann Hanfstingl (* 1941) ist ein deutscher Schauspieler und Hörspielsprecher.
Hanfstingl besuchte die Otto Falckenberg Schule. Ab Mitte der 1970er Jahre bis zuletzt 2007 war in rund 50 Film- und Fernsehproduktionen zu sehen.

## Filmografie (Auswahl)
- Clown & Co.
- 1955: Vater Seidl und sein Sohn
- 1973–1991: Tatort:
  - 1973: Tote brauchen keine Wohnung
  - 1978: Schlußverkauf
  - 1981: Usambaraveilchen
  - 1981: Im Fadenkreuz
  - 1991: Animals
- 1975: Heirat auf Befehl
- 1975–2006: Aktenzeichen XY ... ungelöst (insgesamt 22 Auftritte)
- 1976: 21 Stunden in München
- 1977: Rubens’ letzte Runde
- 1977: Grete Minde
- 1978: Diener und andere Herren
- 1979: Die Protokolle des Herrn M.
- 1979: Der Ruepp
- 1979: ...mit besten Empfehlungen
- 1979: Der Millionenbauer
- 1981: Anderland
- 1981: Der Gerichtsvollzieher
- 1981–2007: Der Alte
- 1982: Der Andro-Jäger
- 1985: Seitenstechen
- 1985: Snowroller – Sällskapsresan II
- 1985: Der Komödienstadel: Der Onkel Pepi
- 1985: Partyausflug 2 – Schneewalze
- 1986: Ein Mann macht klar Schiff
- 1986: Ein langes Wochenende
- 1986: Die Schokoladenschnüffler
- 1986: Derrick
- 1987: Die Hausmeisterin
- 1987: Der Pfandlbräu
- 1987–1997: SOKO München
- 1988: Zur Freiheit
- 1989: Der Bastard
- 1989: Die schnelle Gerdi
- 1989: Laura und Luis
- 1990: Regina auf den Stufen
- 1991: Schloß Pompon Rouge
- 1992–1993: Schloß Hohenstein – Irrwege zum Glück
- 1993: Grüß Gott, Genosse
- 1993–1999: Forsthaus Falkenau
- 1994: Lutz & Hardy
- 1994: Wildbach
- 1994: Die Wache
- 1995: Am Morgen danach
- 1995: Alle meine Töchter
- 1996: Aus heiterem Himmel
- 1996: Jenseits der Stille
- 1997: Alphateam – Die Lebensretter im OP
- 1998: Unsere Kinder! – Verschollen im Urlaub
- 1998: Waxwing
- 1999: Der gerade Weg
- 1999: Maître Da Costa
- 1999–2002: Siska
- 2000: Der Bulle von Tölz: www.mord.de
- 2000: Sylvia – Eine Klasse für sich
- 2001: Ein Fall für zwei
- 2002–2003: Samt und Seide

## Hörspiele (Auswahl)
- 1978: Karl Richard Tschon: Fröhliche Weihnachten (3. Teil) (Dr. Malden) – Regie: Peter M. Preissler (Original-Hörspiel, Kriminalhörspiel – BR)
- 1981: Willy Purucker: Die Grandauers und ihre Zeit (12. Folge: Konsequenzen) (Brauneiser) – Regie: Willy Purucker (Originalhörspiel, Mundarthörspiel – BR)
- 1981: Fritz Meingast: Gespräche in Wiener Neustadt (Engel, Hauptmann) – Regie: Alexander Malachovsky (Hörspiel – BR)
- 1983: Willy Purucker: Die Grandauers und ihre Zeit (22. Folge: Heimtücke) – Regie: Willy Purucker (Originalhörspiel, Mundarthörspiel – BR)
- 1983: Martha Meuffels: Familie Loibl (16. Folge: Wie man sich bettet ... so liegt man) (Detektiv) – Redaktion und Regie: Michael Peter (Originalhörspiel – BR)
- 1984: Martha Meuffels: Familie Loibl (38. Folge: Diesmal muß es Liebe sein) (Kaplan) – Redaktion und Regie: Michael Peter (Originalhörspiel – BR)
- 1985: Georg Lohmeier: Königlich Bayerisches Amtsgericht (13. Folge: Der Atheist) (Oberlehrer Wunder) – Redaktion und Regie: Michael Peter (Hörspielbearbeitung – BR)
- 1985: Georg Lohmeier: Königlich Bayerisches Amtsgericht (14. Folge: Die Polizeistund´) (Wunder) – Redaktion und Regie: Michael Peter (Hörspielbearbeitung – BR)
- 1989: Horst Hensel: Der Name Mathilde (Gestapobeamter) – Regie: Klaus-Dieter Pittrich (Hörspiel – WDR)
- 1997: Michael Ende: Momo (8. Teil: Dort ein Tag und hier ein Jahr) (Polizist) – Regie: Klaus-Dieter Pittrich (Kinderhörspiel, Hörspielbearbeitung – WDR/BR)

Quelle: ARD-Hörspieldatenbank